# Diego Rivero (futbolista boliviano)
Diego Gabriel Rivero Cortéz (Santa Cruz de la Sierra, Bolivia; 16 de junio de 1991) es un futbolista boliviano. Juega como centrocampista y su equipo actual es  24 de Septiembre de la Asociación Cruceña de Fútbol.

## Clubes
| Club                   | País    | Año           | PJ | Goles |
| ---------------------- | ------- | ------------- | -- | ----- |
| Bolívar                | Bolivia | 2010 - 2013   |    |       |
| Universitario de Sucre | Bolivia | 2013 - 2015   | 55 | 4     |
| Petrolero              | Bolivia | 2015 - 2016   | 35 | 7     |
| Blooming               | Bolivia | 2016          | 12 | 0     |
| Petrolero              | Bolivia | 2017          | 28 | 2     |
| Real Potosí            | Bolivia | 2018          | 18 | 5     |
| Royal Pari             | Bolivia | 2019          | 8  | 2     |
| Ciclón                 | Bolivia | 2020          |    |       |
| Torre Fuerte           | Bolivia | 2020 - 2021   |    |       |
| 24 de Septiembre       | Bolivia | 2022-presente |    |       |